# Hylacola
Hylacola és un gènere d'ocells de la família dels acantízids (Acanthizidae).

## Taxonomia
Segons la Classificació del Congrés Ornitològic Internacional (versió 10.2, 2020) aquest gènere està format per dues espècies:
- Hylacola pyrrhopygia - espineta cua-rogenca.
- Hylacola cauta - espineta tímida.